# Lever House
Lever House je administrativní mrakodrap na bulváru Park Avenue 390 na newyorském Manhattanu navržený architekty Gordonem Bunshaftem a Natalií de Blois z architektonického koncernu Skidmore, Owings and Merrill pro britskou firmu na výrobu čisticích prostředků Lever Brothers. Je 94 metrů vysoký, má 21 pater. V roce 1982 byl začleněn do památek v New Yorku (New York City Landmark) a v roce 1983 byl zařazen do National Register of Historic Places.
Odpovídá stylu architektura Ludwiga Mies van der Rohe, je jednoduchý — jedná se v podstatě o skleněný kvádr. Jako první v celém New Yorku byl mrakodrap plně klimatizovaný a zároveň šlo o druhou budovu po budově Organizace spojených národů se zavěšenou fasádou. Mrakodrap byl také inovativní v tom, že nezabíral celý svůj pozemek jako ostatní mrakodrapy, ale poskytl také veřejný prostor a především denní světlo pro své okolí.
Po roce 1998 byla budova zrekonstruována.

## Fotogalerie

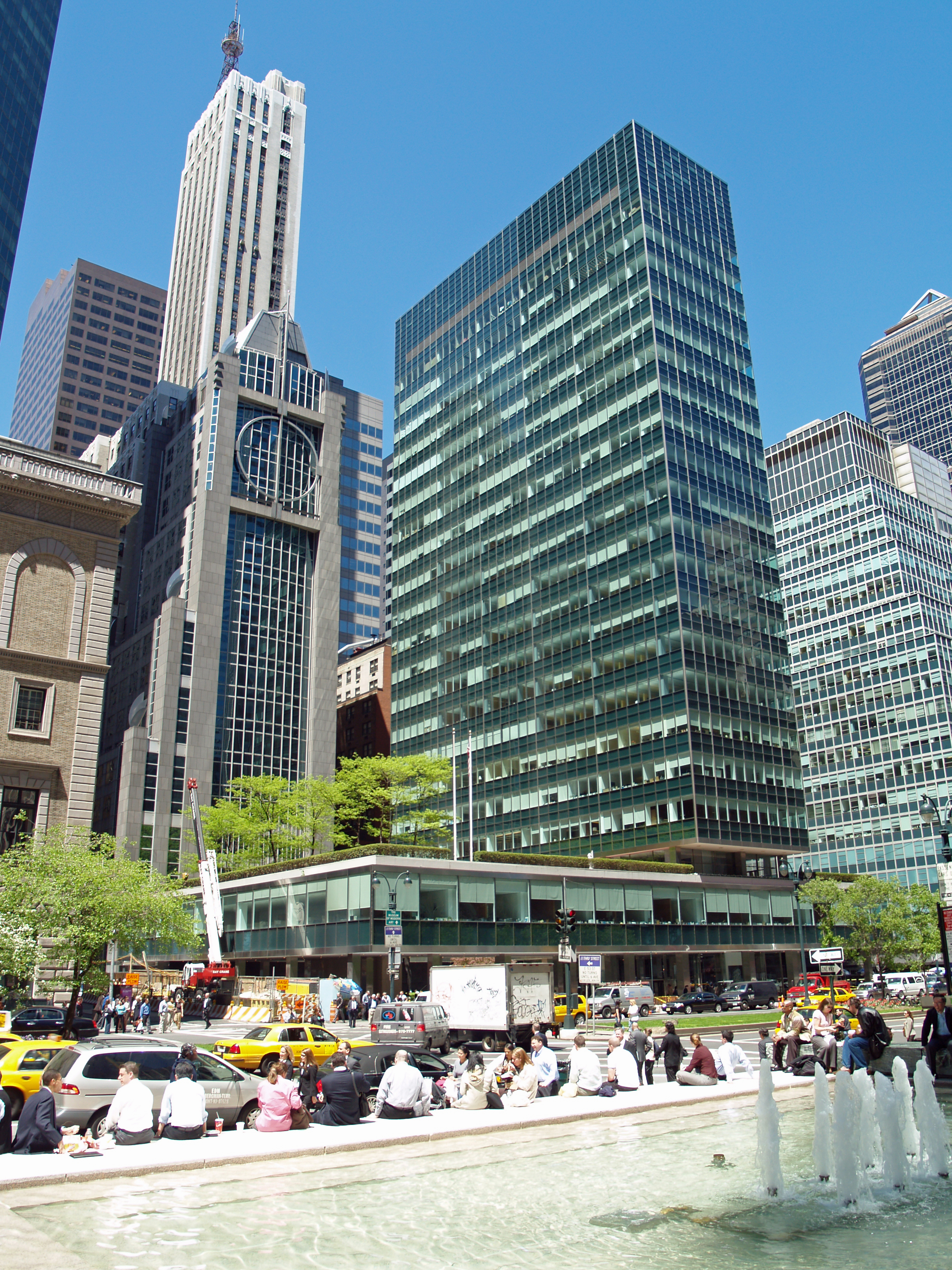
2007
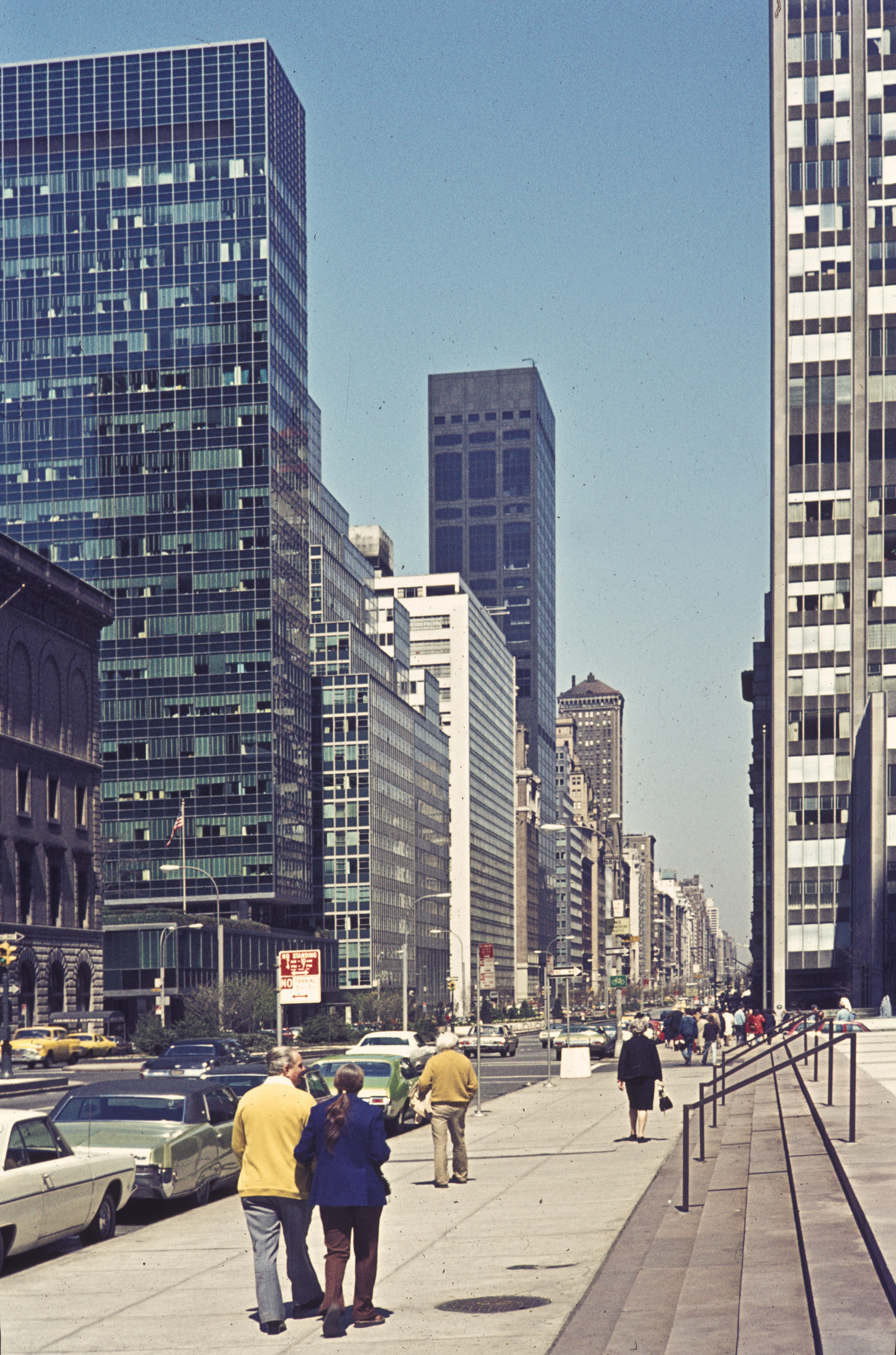
Lever House 1973